# العياشي أفيلال
العلامة العياشي أفيلال (1939 - 19 أكتوبر 2020)، هو أحد أعلام مدينة تطوان، عضو المجلس العلمي المحلي بالمضيق، أحد أعضاء فيدرالية الجمعيات الراعية لمرضى القصور الكلوي بجهة الشمال، تقلد قيد حياته إدارة مدرسة الإمام مالك للتعليم العتيق بتطوان، وعضوية المجلس العلمي المحلي بالمضيق، كما اقترن اسمه بخطب صلاة الجمعة. ولد عام 1939م بقرية بني يدر نواحي تطوان.

## وفاته
توفي يوم الإثنين 2 ربيع الأول 1442هـ الموافق لـ 19 أكتوبر 2020م بمستشفى «سانية الرمل» بمدينة تطوان، عن عمر ناهز 82 سنة، متأثرا بإصابته بفيروس كورونا.